# Tipula semidea
Tipula semidea är en tvåvingeart som beskrevs av Alexander 1944. Tipula semidea ingår i släktet Tipula och familjen storharkrankar. Inga underarter finns listade i Catalogue of Life.